# 2014 у телебаченні
Список 2014 у телебаченні описує події у сфері телебачення, що відбулися 2014 року.

## Події

### Січень
- 1 січня
  - Телеканал «Star TV» припинив мовлення, об'єднавшись з «A-One Україна».
  - Початок мовлення телеканалу «Dobro» у мультиплексі MX-3 цифрової етерної мережі DVB-T2 замість телеканалу «Star TV».
- 13 січня — Запуск на базі телеканалу «Real TV Estate» нового телеканалу для жінок «Бігуді» від медіагрупи «1+1 Media»[1].
- 15 січня — Початок мовлення регіонального телеканалу «М-Студіо» у Мукачеві у стандарті DVB-T2[2].
- 18 січня — Зміна логотипу і графічного оформлення кримськотатарського телеканалу «ATR».
- 20 січня
  - Ребрендинг одеського телеканалу «Нова Одеса» в «Первый городской».
  - Відновлення мовлення одеського регіонального телеканалу «ТА-Одеса».
- 22 січня — Відновлення аналогового мовлення регіональної ТРК «Бест» на 26 ТВК в Білій Церкві[3].

### Лютий
- 10 лютого — Ребрендинг телеканалу «УНІАН» з пізнавально-інформаційного у спортивно-новинний[4].
- 17 лютого
  - Зміна логотипу і графічного оформлення телеканалу «УНІАН»[5].
  - Припинення супутникового мовлення одеського регіонального телеканалу «АТВ»[6].
- 23 лютого
  - Закінчення Революції Гідності в Україні.
  - Відновлення аналогового мовлення телеканалу «ТВі» на 50 ТВК у Луцьку[7].
- 25 лютого
  - Відновлення власного мовлення харківського телеканалу «АТН»[8].
  - Ребрендинг чернівецького регіонального  телеканалу «ТВА Місто» у «ТВА».
  - Відновлення аналогового мовлення регіонального  телеканалу «ТВА» на 34 ТВК у Чернівцях[9].
- 26 лютого — Зміна логотипу музичного телеканалу «RU Music».
- 28 лютого — Відновлення аналогового мовлення телеканалу «ТВі» на 62 ТВК в Рівному[10].
- Початок мовлення мукачівського регіонального телеканалу «М-Студіо» у Сваляві у стандарті DVB-T2[11].
- Відновлення аналогового мовлення телеканалу «ТВі» на 60 ТВК у Вінниці, на 68 ТВК в Кіровограді, на 54 ТВК в Сумах, на 62 ТВК в Тернопілі, на 64 ТВК в Харкові, на 68 ТВК в Херсоні та на 56 ТВК у Хмельницькому[12][13][14][15][8][16][17].
- Відновлення аналогового мовлення телеканалу «ТВі» на 64 ТВК в Бердянську[18].
- Відновлення аналогового мовлення телеканалу «ТВі» на 22 ТВК у Києві[19].
- Відновлення аналогового мовлення телеканалу «ТВі» на 64 ТВК в Ніжині[20].
- Відновлення аналогового мовлення телеканалу «ТВі» на 62 ТВК в Умані[21].

### Березень
- 1 березня — Зміна графічного оформлення телеканалів «Інтер» і «Інтер+».
- 3 березня — Телеканал «Інтер+» розпочав мовлення у відкритому доступі[22].
- 5 березня — Відновлення аналогового мовлення телеканалу «ТВі» на 54 ТВК у Дніпропетровську[23].
- 6 березня — На території Криму почали блокувати роботу українських телеканалів[24].
- 9 березня — Відновлення аналогового мовлення телеканалу «ТВі» на 64 ТВК в Донецьку і 54 ТВК в Чернігові та Маріуполі[25][26][27].
- 10 березня
  - Припинення мовлення кримської регіональної «Чорноморської ТРК».
  - Відновлення аналогового мовлення телеканалу «ТВі» на 56 ТВК в Чернівцях[9].
- 11 березня — Зміна логотипу і графічного оформлення телеканалу «100».
- 25 березня — Ухвалення заборони мовлення російських телеканалів «Первый канал. Всемирная сеть», «НТВ Мир», «РТР Планета» та «Росія-24» на території України[28].
- Припинення мовлення та закриття армянського регіонального телеканалу «Северный Крым»[29].
- Припинення мовлення та закриття джанкойського регіонального «11 каналу»[30].
- Початок аналогового мовлення телеканалу «ТВі» на 62 ТВК у Львові[31].

### Квітень
- 8 квітня
  - Початок мовлення нового телеканалу «Трофей» про мисливство і рибальство[32].
  - Харківські сепаратисти здійснили напад на телекомпанію «АТН»[джерело?].
- 9 квітня — Український супутниковий оператор «Либідь ТБ» припинив своє мовлення[33].
- 20 квітня — Ребрендинг телеканалу «Jewish News One» в «Ukrainian News One».
- 24 квітня — Відновлення мовлення харківського регіонального телеканалу «А/ТВК».
- 25 квітня — Припинення мовлення телеканалу «Ukrainian News One».
- 27 квітня
  - На території Донеччини почали блокувати роботу українських телеканалів[25].
  - Припинення аналогового мовлення донецького державного «27 каналу» і початок мовлення замість нього російського державного інформаційного телеканалу «Росія-24» на 27 ТВК в Донецьку[25].
- 28 квітня — Захоплення донецького телецентру[34].
- 29 квітня
  - Припинення мовлення донецького регіонального державного «27 каналу».
  - Ребрендинг телеканалів групи «Viasat»[35].
  - Припинення аналогового мовлення телеканалу «ТВі» на 64 ТВК в Донецьку[25].
- Припинення аналогового мовлення телеканалу «ТВі» на 62 ТВК у Львові[31].
- Початок аналогового мовлення телеканалу «ТВі» на 55 ТВК в Макіївці[36].

### Травень
- 1 травня
  - Телеканал «Моя дитина» призупинив мовлення через складну політичну ситуацію в країні для проведення кардинальної зміни програмного наповнення.
  - На території Луганщини почали блокувати роботу українських телеканалів[джерело?].
- 3 травня — Припинення аналогового мовлення телеканалу «Донбас» на 6 ТВК в Донецьку[25].
- 7 травня — Призупинення мовлення регіонального телеканалу «Вінниччина»[12].
- 16 травня — Припинення мовлення телеканалу «Ukrainian Fashion»[37].
- 27 травня
  - Припинення мовлення та закриття ровеньківського регіонального телеканалу «Ніка ТБ».
  - Припинення мовлення та закриття антрацитського регіонального телеканалу «Антел».
  - Припинення мовлення та закриття свердловського регіонального телеканалу «ВІД»[38].
- 30 травня — Призупинення мовлення луганського регіонального телеканалу «Ірта».
- Припинення мовлення та закриття алчевського регіонального телеканалу «Аскет»[39].
- Початок аналогового мовлення телеканалу «1+1» замість телеканалу «ТЕТ» на 48 ТВК в Єнакієві[40].
- Припинення мовлення та закриття краснолуцького регіонального телеканалу «Луч»[41].

### Червень
- 1 червня — Припинення мовлення телеканалу «Донбас» у Донецьку у стандарті DVB-T2.
- 26 червня — Зміна логотипу і графічного оформлення телеканалу «ТЕТ».
- 27 червня — «Новий канал» закрив ранкову програму «Підйом» після 15 років роботи.
- Припинення аналогового мовлення телеканалу «ТВі» на 55 ТВК в Макіївці[36].

### Липень
- 1 липня — Припинення мовлення та закриття телеканалу «Меню-ТВ»[42].
- 4 липня
  - Призупинення мовлення луганського регіонального державного телеканалу «ЛОТ»[43].
  - Припинення аналогового мовлення телеканалу «ТВі» на 60 ТВК у Вінниці, на 54 ТВК у Дніпропетровську, на 62 ТВК в Рівному, на 54 ТВК в Сумах, на 62 ТВК у Тернопілі, на 68 ТВК в Херсоні, на 56 ТВК у Хмельницькому, на 56 ТВК у Чернівцях, на 54 ТВК в Чернігові, на 64 ТВК в Бердянську, на 22 ТВК у Києві та на 54 ТВК в Маріуполі[12][23][10][14][15][16][17][9][26][18][19][27].
- 5 липня — Припинення мовлення та закриття телеканалу «TV Sale Ukr».
- 10 липня — Припинення мовлення та закриття луганського регіонального телеканалу «ЛКТ».
- 13 липня — Початок мовлення регіонального «21 каналу» в Хусті у стандарті DVB-T2[44].
- 15 липня
  - Відновлення аналогового мовлення телеканалу «Перший національний» на 22 ТВК у Краматорську[45].
  - Відновлення аналогового мовлення телеканалу «5 каналу» на 32 ТВК у Краматорську[45].
- 16 липня — Початок аналогового мовлення телеканалу «1+1» на 34 ТВК у Краматорську[45].
- 17 липня
  - Припинення мовлення та закриття телеканалу «Моя дитина»[46].
  - Ухвалення заборони мовлення російського телеканалу «TVCI» на території України[47].
  - Початок аналогового мовлення телеканалу «ICTV» на 47 ТВК у Краматорську[45].
- 18 липня — Відновлення аналогового мовлення телеканалу «СТБ» на 49 ТВК у Краматорську[45].
- 21 липня — Відновлення аналогового мовлення «Нового каналу» на 24 ТВК у Краматорську[45].
- 22 липня
  - Відновлення аналогового мовлення «Інтер» на 34 ТВК у Краматорську[45].
  - Перехід аналогового мовлення телеканалу «1+1» з 34 на 32 ТВК у Краматорську[45].
  - Перехід аналогового мовлення «5 каналу» з 32 на 47 ТВК у Краматорську[45].
  - Перехід аналогового мовлення телеканалу «ICTV» з 47 на 49 ТВК у Краматорську[45].
  - Перехід аналогового мовлення телеканалу «СТБ» з 49 на 59 ТВК у Краматорську[45].
- 30 липня — Початок аналогового мовлення «5 каналу» на 21 ТВК у Волновасі[48].
- 31 липня — Зміна логотипу і графічного оформлення телеканалу «Goldberry».
- Припинення мовлення харцизького регіонального телеканалу «ТВ-Сфера»[49].

### Серпень
- 7 серпня — Ухвалення заборони мовлення російського телеканалу «РБК ТБ» на території України[50].
- 8 серпня — Припинення мовлення донецького регіонального телеканалу «Перший муніципальний»[25].
- 11 серпня — Початок тестового мовлення нового міжнародного інформаційного англомовного телеканалу «Ukraine Today» від медіахолдингу «1+1 Media»[51].
- 13 серпня — Початок аналогового мовлення телеканалу «Україна» на 51 ТВК у Краматорську[45].
- 17 серпня — Відновлення аналогового мовлення регіонального телеканалу «САТ» на 34 ТВК у Слов'янську[45].
- 18 серпня — Початок аналогового мовлення телеканалу «Еспресо TV» на 36 ТВК у Краматорську[45].
- 24 серпня — Початок офіційного мовлення українського міжнародного інформаційного телеканалу англійською мовою «Ukraine Today» від медіахолдингу «1+1 Media».
- 25 серпня
  - Зміна графічного оформлення «Нового каналу».
  - Зміна логотипу та графічного оформлення телеканалу «К1»[52].
- 26 серпня — Зміна логотипу і графічного оформлення телеканалу «ТВі».
- 27 серпня — Початок аналогового мовлення телеканалу «2+2» на 36 ТВК у Слов'янську[45].
- 28 серпня — Початок аналогового мовлення телеканалу «Еспресо TV» на 8 ТВК у Слов'янську[45].
- 29 серпня
  - Початок аналогового мовлення телеканалу «ICTV» на 8 ТВК у Слов'янську[45].
  - Відновлення аналогового мовлення регіонального телеканалу «С+» на 24 ТВК у Слов'янську[45].
- Початок кампанії «Бойкот російського кіно»[53].
- Відновлення мовлення сєвєродонецького регіонального телеканалу «Ірта».

### Вересень
- 1 вересня
  - Запуск телеканалу «Hunting-Action», присвяченого полюванню та риболовлі.
  - Ребрендинг еротичного телеканалу «Daring!TV» у «Private TV».
  - Початок мовлення нового київського регіонального телеканалу «ПравдаТУТ».
  - Зміна графічного оформлення телеканалу «Business».
- 8 вересня
  - Відновлення аналогового мовлення телеканалу «ТЕТ» на 32 ТВК у Слов'янську[45].
  - Початок аналогового мовлення телеканалу «ICTV» на 1 ТВК у Слов'янську[45].
  - Зміна графічного оформлення телеканалу «НЛО TV».
- 11 вересня — Початок аналогового мовлення каналу «Україна» на 8 ТВК у Волновасі[48].
- 17 вересня — Зміна логотипу і графічного оформлення телеканалу «Вінтаж».
- 27 вересня — Відновлення мовлення телеканалу «Донбас» у Краматорську та у Слов'янську у стандарті DVB-T2[45].

### Жовтень
- 9 жовтня — Закриття телеканалу «Голдберрі» внаслідок зміни ліцензії та початок мовлення на його частотах телеканалу «Еспресо TV»[54].
- 20 жовтня — Ребрендинг телеканалу «Кіноточка» в «Індиго TV» та зміна його концепції на науково-просвітницьку з фільмопоказом[55].
- 22 жовтня — Зміна логотипу і графічного оформлення телеканалу «Вінтаж».
- 28 жовтня — Луганська обласна державна телерадіокомпанія відновила мовлення із Сєвєродонецька[56].
- 31 жовтня — Зміна логотипу і графічного оформлення телеканалу «Ескулап TV».

### Листопад
- 1 листопада
  - Зміна графічного оформлення та перехід українських музично-розважальних телеканалів «M1» і «M2» до мовлення у широкоекранному форматі зображення 16:9[57][58].
  - Зміна логотипу і графічного оформлення телеканалу «RU Music».
- 9 листопада — Відновлення супутникового мовлення «Чорноморської ТРК».
- 10 листопада — Зміна логотипу, графічного оформлення та перехід телеканалу «NewsOne» до мовлення у широкоекранному форматі зображення 16:9[59].
- 27 листопада
  - Зміна логотипу і графічного оформлення парламентського телеканалу «Рада».
  - Початок аналогового мовлення телеканалу «1+1» на 41 ТВК у Волновасі[48].
- 28 листопада — Початок аналогового мовлення «5 каналу» на 57 ТВК в Одесі[60].

### Грудень
- 1 грудня — Припинення мовлення телеканалів «Гумор ТБ» та «Бабай ТБ» в етерному режимі. Телеканали транслюватимуться лише в онлайн-режимі[61].
- 9 грудня — Зміна графічного оформлення телеканалу «НЛО TV».
- 18 грудня — Перехід аналогового мовлення «5 каналу» з 21 на 24 ТВК у Волновасі[48].
- 19 грудня — Зміна логотипу телеканалу «112 Україна».
- 25 грудня — Початок власного мовлення івано-франківської регіональної державної ТРК «Карпати»[62].
- 31 грудня — Припинення мовлення телеканалу «БТБ» у мультиплексі MX-5 цифрової етерної мережі DVB-T2.

## Без точних дат
- Весна
  - Припинення мовлення та закриття донецького регіонального телеканалу «Новый город».
  - Початок мовлення мукачівського регіонального телеканалу «М-Студіо» в Хусті у стандарті DVB-T2[63].
  - Припинення мовлення та закриття горлівського регіонального «6 каналу»[64].
- Літо
  - Ребрендинг ужгородського регіонального телеканалу «Даніо» у «21 канал» та перехід до мовлення у широкоекранному форматі зображення 16:9[65].
  - Зміна графічного оформлення телеканалу «Кіноточка».
- Осінь — Відновлення мовлення регіонального телеканалу «Вінниччина»[12].
- Перехід запорізького регіонального телеканалу «ТВ-Голд» до мовлення у широкоекранному форматі зображення 16:9.
- Початок мовлення нового южненського регіонального телеканалу «ГРАНІ».
- Початок мовлення телеканалу «Соціальна країна»[66].
- Призупинення мовлення броварського регіонального телеканалу «ЕКТА»[67].
- Припинення аналогового мовлення державного регіонального «Центрального каналу» на 36 ТВК в Миронівці[68].
- Початок мовлення нового фільмового телеканалу «Kino 1» від медіахолдингу «Поверхность».
- Початок аналогового мовлення телеканалу «1+1» замість телеканалу «ТЕТ» на 35 ТВК в Красноармійську[69].